# Philinopsis
Philinopsis is een geslacht van weekdieren uit de klasse van de Gastropoda (slakken).

## Soorten
- Philinopsis aeci Ortea & Espinosa, 2001
- Philinopsis aliciae Gosliner, 2015
- Philinopsis anneae Ornelas-Gatdula & Valdés, 2012
- Philinopsis bagaensis Ortea, Moro & Espinosa, 2007
- Philinopsis batabanoensis Ortea, Moro & Espinosa, 2007
- Philinopsis buntot Gosliner, 2015
- Philinopsis capensis (Bergh, 1907)
- Philinopsis coronata Gosliner, 2011
- Philinopsis ctenophoraphaga Gosliner, 2011
- Philinopsis depicta (Renier, 1807)
- Philinopsis dubia (O'Donoghue, 1929)
- Philinopsis falciphallus Gosliner, 2011
- Philinopsis gardineri (Eliot, 1903)
- Philinopsis gigliolii (Tapparone Canefri, 1874)
- Philinopsis lineolata (H. Adams & A. Adams, 1854)
- Philinopsis minor (Tchang, 1934)
- Philinopsis miqueli Pelorce, Horst & Hoarau, 2013
- Philinopsis orientalis (Baba, 1949)
- Philinopsis petra (Ev. Marcus, 1976)
- Philinopsis pilsbryi (Eliot, 1900)
- Philinopsis pusa (Ev. Marcus & Er. Marcus, 1966)
- Philinopsis quinza (Ev. Marcus, 1979)
- Philinopsis reticulata (Eliot, 1903)
- Philinopsis speciosa Pease, 1860
- Philinopsis taronga (Allan, 1933)
- Philinopsis troubridgensis (Verco, 1909)
- Philinopsis virgo (Rudman, 1968)